# Wouter Hermkens
Wouter Hermkens (Cuijk, 9 december 1985) is een Nederlands hockeyer.

## Biografie
Hermkens speelde tot dusver vijf interlands voor de Nederlandse hockeyploeg, waarin hij eenmaal het doel trof. Die vijf interlands speelde hij tijdens het toernooi om de Champions Trophy in 2007. De verdediger met de strafcornerspecialiteit kwam achtereenvolgens uit voor Civicum, NMHC Nijmegen, RKHV Union en TMHC Tilburg. Bij Tilburg speelde hij vier seizoenen in de Hoofdklasse, waarna hij in 2010 weer terugkeerde naar Union in de Overgangsklasse.